# 弗吉尼亚理工大学校园枪击案
以下所有時間，除非另外註釋，均為美國東部日光節約（夏令）時間（UTC-4）。
維吉尼亞理工大學校園槍擊案是2007年4月16日在美國維吉尼亞理工學院暨州立大學發生的兩次槍擊事件，連同兇手在內，共有33人死亡，並至少造成23人受傷。它是美國歷史上死亡人數最多的校園槍擊案，也是美國歷史上死亡人數第三多的槍擊事件（僅次於2017年拉斯維加斯音樂會槍擊案、2016年奧蘭多夜店槍擊案），死亡人數超過了1991年死亡24人的露比餐廳槍擊案。
槍擊案的兇嫌為韓裔學生趙承熙，他在維吉尼亞州長大，是維吉尼亞理工大學四年級主修英文的學生。他最後在諾理斯教學大樓中自殺身亡。

## 事件發展

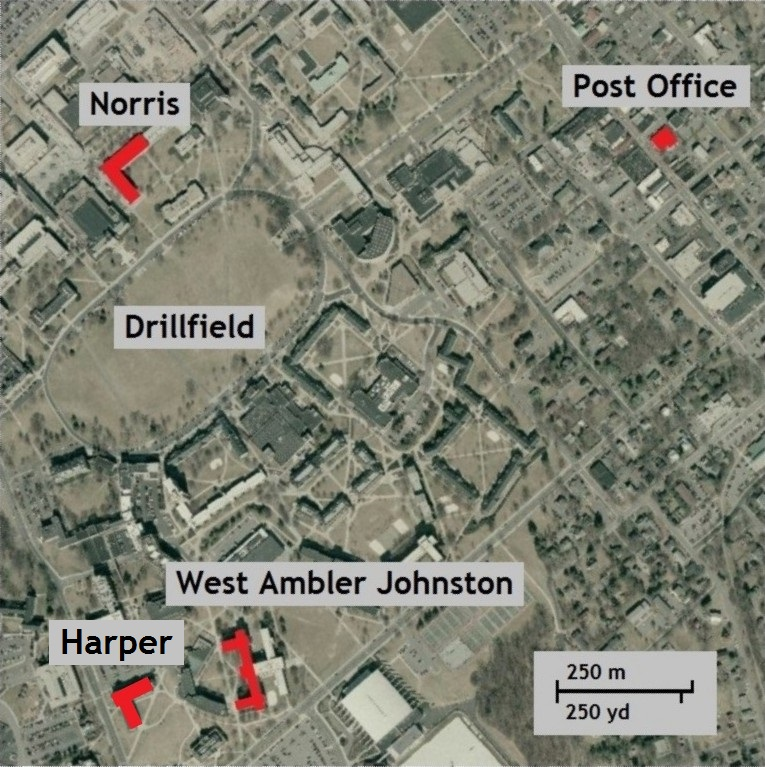
事件發生地點

### 事發前
槍擊事件發生前一周，學校曾收到過兩份炸彈威脅郵件，第一份威脅稱襲擊目標是托格森大廳（Torgersen Hall）和實驗大樓，而另一份威脅目標則是多功能工程館。學校許諾為提供相關線索的人員支付5000美元作為獎勵。根據槍擊案事後推斷，先前的炸彈恐嚇很可能是兇手所策劃的，目的是為了測試學校安全系統的反應速度。

### 事件經過
2007年4月16日早晨07:15，維吉尼亞理工大學附屬警察局收到一個911電話，聲稱在安勃勒強斯頓西側宿舍樓發生槍擊案，有一人死亡。09:45分，在工程系的諾理斯教學大樓，有槍手在教室裡開火。中午12:00，在學校召開的記者招待會上，警方證實至少有21人死亡（包括槍手），28人受傷。稍後美聯社報導至少有31人死亡。根據BBC新聞報導，有33人死亡，15人受傷 。當時，風勢太大使得救護工作不能動用直升飛機，給救護工作帶來了困難 。下午04:42，維吉尼亞理工大學證實已33（包括兇手）人死亡 。學院在當天和第二天停課。

## 兇手
案發翌日，美國聯邦調查局稱，兇手是一名年輕的南韓裔男性，23歲，擁有美國居留權，就讀該校大四英語系，戴著栗色的帽子和穿黑色的皮衣。他殺人和自殺用了兩把手槍。警方確認，兇手名叫（趙承熙），是韓國公民、美國永久居民。他在華盛頓特區的郊區森特維爾鎮（Centreville）擁有永久居住地址。他在1992年8歲時移民到美國。現住哈珀學生宿舍（Harper Hall）。
據報導，趙承熙在宿舍殺死兩人前曾經留下過一張內容令人不安的字條，兩小時後，他走到校園的另一邊，在諾理斯教學大樓中開始了他的屠殺。警方根據移民檔案資料，對遺留在手槍上的指紋的比對，發現兩者吻合。同時指出，永久居民（移民）在維吉尼亞州買槍是合法的。大學發言人指出，趙承熙是一個孤獨、不合群的人。他同時表示，校方在找他的資料時費了很大的勁。
他行兇的時候用的是9毫米口徑的Glock 19手槍及.22口徑瓦爾特P22手槍。
據報導，該韓裔疑兇趙承熙於第一次槍擊行兇與第二槍擊行動間的空檔，曾以郵件包裹方式，寄了包含自拍的影音光碟、相片與簡短文字的行兇聲明至美國知名電視媒體美國國家廣播公司（NBC）。於影像裡面，出現了“（你們曾有很多次機會來避免今天的事情，那是你們的選擇）”和“（是你們將我逼到了死角）”等等言語。部分媒體推測，該包裹為該槍擊案疑兇寄出，加上自拍影像為多日前拍攝，因此判定該槍擊案為預謀殺人。

### 不確實的報導
事件發生後幾小時後，美國的芝加哥太陽時報一度報導，其專欄作家蜜雪兒·斯尼德寫到“兇手是一名去年持學生簽證的中國人”、“乘坐聯合航空於2006年8月7日抵達舊金山，於中國上海簽證”，大量的新聞媒體如福斯新聞台、MSNBC、KBS、WBBM都曾引用其觀點。

## 罹難者
以下的名單僅包含被媒體報導出來的罹難者。

### 第一次槍擊：安勃勒強斯頓西宿舍樓（West Ambler Johnston Hall）
| # | 姓名                                                                                        | 年齡 | 年級 | 國籍 | 備註                                               |
| - | ------------------------------------------------------------------------------------------- | ---- | ---- | ---- | -------------------------------------------------- |
| 1 | 埃米麗·赫什爾 http://www.weremember.vt.edu/biographies/hilscher.html （页面存档备份，存于） | 19   | 大一 |      | 整起槍擊案的第一名受害者，一開始被認為是兇手女友。 |
| 2 | 萊恩·科拉克 http://www.weremember.vt.edu/biographies/clark.html （页面存档备份，存于）      | 22   | 大四 |      | 他是安勃勒強斯頓西側宿舍樓的管理員。               |

### 第二次槍擊：諾理斯教學大樓（Norris Hall）

#### 學生
| #  | 姓名                                                                                                   | 年齡 | 年級   | 國籍         | 備註 |
| -- | --- | ---- | ------ | ------------ | --- |
| 3  | 瑪麗·卡倫·里德 http://www.weremember.vt.edu/biographies/read.html （页面存档备份，存于）               | 19   | 大一   |              | 跨學科研究系學生，家住在維吉尼亞州費爾法克斯縣。她的生母來自韓國，父親是美國人。父母離異後，她和父親及繼母住在一起。                                                                    |
| 4  | 李培興 http://www.weremember.vt.edu/biographies/lee.html （页面存档备份，存于）            | 20   | 大一   | 美國人       | 電腦工程專業學生出生於1987年11月，父母是越南華僑，1994年隨父母移民來美。去年在維吉尼亞州羅諾克市的高中畢業時以第二名的成績在288名畢業生中脫穎而出，在畢業典禮上作為優等生代表上台致詞。 |
| 5  | 馬克辛·特納 http://www.weremember.vt.edu/biographies/turner.html （页面存档备份，存于）                | 22   | 大四   |              | [ 32 ] |
| 6  | 馬修·葛爾特尼 http://www.weremember.vt.edu/biographies/gwaltney.html （页面存档备份，存于）            | 24   | 大四   |              | |
| 7  | 胡安·拉蒙·奧爾蒂斯 http://www.weremember.vt.edu/biographies/ortiz.html （页面存档备份，存于）          | 26   | 研究所 |              | [ 32 ] |
| 8  | 賈勒特·萊恩 http://www.weremember.vt.edu/biographies/lane.html （页面存档备份，存于）                  | 22   | 大四   |              | [ 32 ] |
| 9  | 萊斯利·舍爾曼 http://www.weremember.vt.edu/biographies/sherman.html （页面存档备份，存于）             |      | 大二   |              | [ 32 ] |
| 10 | 凱特琳·哈曼蓮 http://www.weremember.vt.edu/biographies/hammaren.html （页面存档备份，存于）            | 19   |        | 美國紐約人   | 法語與國際關係專業學生 |
| 11 | 瑞瑪·薩馬哈 http://www.weremember.vt.edu/biographies/samaha.html （页面存档备份，存于）                | 18   | 大一   |              | [ 32 ] |
| 12 | 羅斯·阿卜杜拉·阿拉曼丁 http://www.weremember.vt.edu/biographies/alameddine.html （页面存档备份，存于） | 20   |        | 黎巴嫩人     | 英文與商業信息技術專業學生 |
| 13 | 布賴恩·布魯姆 http://www.weremember.vt.edu/biographies/bluhm.html （页面存档备份，存于）               | 25   |        |              | |
| 14 | 奧斯汀·克洛伊德 http://www.weremember.vt.edu/biographies/cloyd.html （页面存档备份，存于）             |      |        |              | |
| 15 | 傑里米·赫伯斯特里特 http://www.weremember.vt.edu/biographies/herbstritt.html （页面存档备份，存于）    | 27   |        |              | |
| 16 | 蕾切爾·伊麗莎白·希爾 http://www.weremember.vt.edu/biographies/hill.html （页面存档备份，存于）         | 18   |        |              | |
| 17 | 巴達希·隆班都蘭 http://www.weremember.vt.edu/biographies/lumbantoruan.html （页面存档备份，存于）      | 34   |        | 印尼人       | 來自印度尼西亞雅加達的工程系博士研究生，父親為陸軍校官，以優異成績畢業於萬隆天主教大學並留校任教，多次被美國研究生院錄取但未獲留學簽證，至二〇〇四年獲得簽證                            |
| 18 | 米勞爾·班喬 http://www.weremember.vt.edu/biographies/panchal.html （页面存档备份，存于）               | 26   |        | 印度人       | 留學生，來自印度馬哈拉施特拉邦孟買市 |
| 19 | 丹尼爾·奧尼爾 http://www.weremember.vt.edu/biographies/oneil.html （页面存档备份，存于）               | 22   |        |              | 國際關係學院學生 |
| 20 | 丹尼爾·佩雷茲 http://www.weremember.vt.edu/biographies/cueva.html （页面存档备份，存于）               | 21   |        | 秘魯人       | 國際關係專業學生 |
| 21 | 伊琳·皮特森 http://www.weremember.vt.edu/biographies/peterson.html （页面存档备份，存于）              | 18   |        |              | |
| 22 | 朱麗·皮里特 http://www.weremember.vt.edu/biographies/pryde.html （页面存档备份，存于）                 |      |        |              | |
| 23 | 勞恩·麥肯 http://www.weremember.vt.edu/biographies/mccain.html （页面存档备份，存于）                  | 20   |        |              | 國際關係學院學生 |
| 24 | 妮可·懷特 http://www.weremember.vt.edu/biographies/white.html （页面存档备份，存于）                   | 20   |        |              | 國際關係專業學生 |
| 25 | 瓦立德·默罕莫德·沙蘭 http://www.weremember.vt.edu/biographies/shaalan.html （页面存档备份，存于）      | 32   |        | 埃及人       | 土木工程學博士研究生，槍手出現時捨身擋住鄰座的同學，同學雖傷而倖存，自己卻不幸中彈身亡，罹難時幼子年僅一歲。                                                                            |
| 26 | 麥可（米高）·波樂 http://www.weremember.vt.edu/biographies/pohle.html （页面存档备份，存于）           | 23   |        | 美國新澤西人 | [ 來源請求 ] |
| 27 | 馬修·拉波特 http://www.weremember.vt.edu/biographies/porte.html[ ] （页面存档备份，存于）              | 20   |        | 美國新澤西人 | [ 來源請求 ] |

#### 教職員

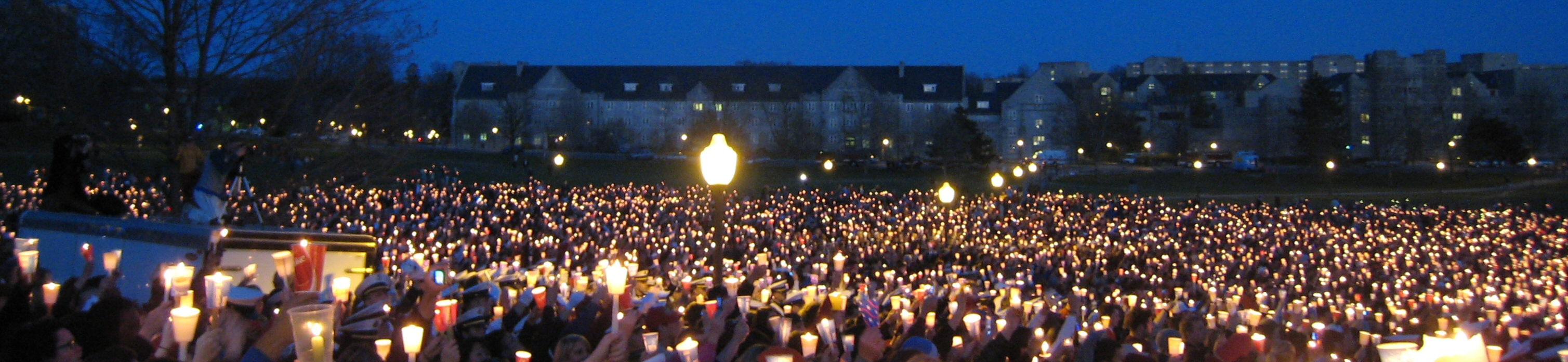
槍擊案發生後，學生舉行悼念集會。

| #  | 姓名 | 年齡 | 備註 |
| -- | --- | ---- | --- |
| 28 | 克裏斯多弗·必曉普講師 http://www.weremember.vt.edu/biographies/bishop.html （页面存档备份，存于）                | 35   | 於教授德語課中遭到槍擊。 |
| 29 | 凱文·格蘭納達教授 或譯奇文·葛蘭拿特 http://www.weremember.vt.edu/biographies/granata.html （页面存档备份，存于） | 45   | 生物數學與生物力學教授。 |
| 30 | 利維烏·利布雷斯庫教授 http://www.weremember.vt.edu/biographies/librescu.html （页面存档备份，存于）              | 76   | 羅馬尼亞猶太裔，二戰時期大屠殺的倖存者。當槍手試圖進入教室時，利拔斯古堵住了教室的門，以確保他的學生從窗戶逃生。 |
| 31 | 隆根耐森教授 http://www.weremember.vt.edu/biographies/loganathan.html （页面存档备份，存于）                     | 53   | 任教於本校土木及環境工程系（Department of Civil and Environmental Engineering），印度國民，出生於泰米爾納德邦金奈（Chennai），已在美國任工程學教授多年。 |
| 32 | 約瑟琳·庫蒂爾-諾瓦克 http://www.weremember.vt.edu/biographies/couturenowak.html （页面存档备份，存于）           | 49   | 法語系輔導員，來自加拿大魁北克省蒙特利爾市。她和丈夫同在弗吉尼亞理工大學任教，她教授法語，丈夫是園藝系主任。她的丈夫向加通社等媒體證實了愛妻的死訊。他已收到校方發出的正式死亡通知。上世紀90年代， 曾經居住在加東部新斯科舍省，一直致力於法語教學，並於1997年在當地建起第一所法語學校。1998年，她們全家遷居蒙特利爾。 |

## 倖免於難者

### 學生
- ，生物系學生，在諾理斯教學大樓上德文課時兇手闖入其課室並先射殺克裏斯多弗·必曉普講師（見上文），被開槍擊中手臂後倒下，兇手未再對他進行補射。

- 埃琳·希罕（Erin Sheehan），一年級新生，德文課四個倖存者之一。

- 在利布雷斯庫教授的流體力學班上課，兇手闖入時老教授拼命堵住教室的門， 則獲得寶貴時間從二樓跳窗逃生。本班上還有兩名同學隨後跳出，但兩人都中了槍。

## 反應

### 美國各界

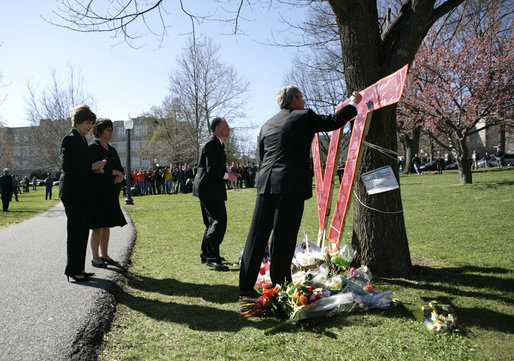
美國總統喬治·沃克·布什親臨校園一紀念物上簽名悼念

#### 美國總統
美國總統喬治·沃克·布什下令所有聯邦機構降半旗為遇難者致哀，並發布文告，悼念這一事件中的遇難者。布什總統說：“今天維吉尼亞理工大學發生槍擊案的消息使我們的國家感到震驚與悲慟。今天，我們國家和那些在維吉尼亞理工大學失去親人的人們一起悲傷。遇難者在我們的心中，在我們的禱告中。我們請求仁慈的上帝安慰那些今天遭受了痛苦的人。” 在星期六的每週例行廣播講話中，布什說，美國人民都在為受害者和他們的家庭祈禱。他說，整個國家都為維吉尼亞理工大學的慘案感到悲痛，這起悲劇奪去了那麼多前途無量的生命。但是布什同時指出，這起槍殺案也讓我們看到了人性中最美好的東西。許多學生不顧自己的安全去安慰那些受傷的同學。一位教師為了讓自己的學生逃脫危險，不惜獻出自己的生命。

#### 美國國會、政府
參議院民主黨資深議員里德談到這次無情殘忍的槍殺。他說，很多問題還沒有答案。里德說：“我們知道的情況使我們傷心，使我們極度震驚。現在我們所能做的就是以一種非常獨特的方式表達我們的想法和進行祈禱。”維吉尼亞州的資深參議員、共和黨人沃納也談到學校遭受的損失。他說：“這個悲劇令人不能理解，這是毫無理由的、無情的暴力行為。”與此同時，聯邦政府表示，要幫助維吉尼亞對這次悲劇展開調查。維吉尼亞理工大學的官員對他們處理危機的方式進行了辯護。有學生批評學校在第一次槍擊後公佈消息遲緩，一個全面警告可能會避免更多的人死於非命。

#### 美國民眾
美國各地民眾向星期一慘案中的遇難者表示哀悼。星期六，維吉尼亞理工學學生赫什爾和克拉克的親友為他們舉行悼念活動。赫什爾和克拉克是在學校公寓首先被兇手趙承熙殺害的遇難者。星期六，在美國和國外還將為32名遇難者舉行私人和公眾悼念儀式。星期二，布什夫婦和維吉尼亞州州長蒂姆.凱恩參加了在布萊克斯堡維吉尼亞理工大學舉行的萬人追思遇害者儀式。星期五，美國各地舉行了一天的哀悼活動。

#### 兇手親屬
兇手趙承熙的姐姐趙善慶星期五委託律師向美聯社發表道歉聲明說：“我們一家人對我弟弟難以饒恕的行為深表道歉，這對我們來說同樣是巨大的悲劇。”趙善慶說趙承熙“使整個世界哭泣”。她表示她的家人對這場悲劇痛心疾首。她說，她的家人從來沒想到趙承熙能做出這種“難以啟齒”的行為。

### 國際反響
許多國家對於這起槍擊案都發表了官方聲明表示震驚，同時向美國及受難家屬表達關心、同情和哀悼。
- 韓國：總統盧武鉉在韓國和意大利首腦會談後舉行的記者會上表示說，他祈禱故人安息，並對受傷者、遇難者的遺屬和美國國民表示深切的哀悼。他還說，希望美國社會早日擺脫悲傷，恢復平穩的狀態。[40] 韓國外交通商部長官宋旻淳向美國國務卿賴斯致函，對此次事件中的遇難者表示了哀悼。此外，韓國國務總理韩悳洙18日在政府中央辦公大樓舉行的國政懸案政策調整會議上聽取了有關報告，而後對在此次事件的遇難者和其家屬深表哀悼。在美韓國僑民社會對韓國學生引發此次槍擊事件給予了高度關注，並對此事可能給在美韓國人形象和韓美關係造成不利影響表示了憂慮。對此，政府一位有關人士表示，韓國政府將以韓國駐美國大使館和總領事館為中心，積極幫助在美僑民社會克服此逆境。[41]

- 中国：中國外交部長李肇星向美國國務卿賴斯致慰問電。中國國家主席胡錦濤18日向时任美國總統布什致慰問電，向美國政府和人民表示深切同情和誠摯慰問，向遇難者表示沉痛哀悼，祝愿負傷者早日痊癒。[42]外交部發言人劉建超表示中方對發生在美國維吉尼亞理工大學的嚴重槍擊事件感到震驚，對這一暴力行為表示嚴厲譴責[43]。同時，他也表示美國個別媒體在事實未經查明之前發表不負責任的報導，違反了新聞職業道德，是十分錯誤的做法。並且要求有關方面消除其負面影響[44]。

- 聯合國：聯合國秘書長潘基文對於槍擊事件感到難過，向倖存者和遇難者家屬表示慰問，並譴責該次槍擊事件。[45]

- ：澳大利亞總理霍華德說，他對美國發生的大學校園槍擊屠殺事件感到震驚。他還重申，澳洲社會不能容忍美國式的‘槍文化’氾濫，澳洲政府將堅定不懈地保持自十一年前阿瑟港槍殺慘劇以後所採取的取締槍支政策。[來源請求]多家澳洲電視台採訪了在布萊克斯堡的澳洲留學生，其中一名來自布里斯本的女生本來當天要到諾理斯教學大樓血案發生的同一側講堂聽課，但臨時決定不去，逃過一劫。據她自述，維吉尼亞理工大學校園及周圍寧靜「尤勝布里斯本」，她對所發生的駭人事件感到極其驚訝和不解。[來源請求]後來當她的母親在電視屏幕上看到她時，以為她已經在事件中遇害，當場昏迷過去。幸好她的小女兒將她推醒，並告訴她姐姐其實是在事後對記者發表感想。[來源請求]另外在4月17日及18日澳洲的很多學校及科研機構以下半旗向事件中各國的死難者致哀[來源請求]。

- 加拿大：加拿大總理哈珀星期二在議會說，美國星期一發生的校園槍擊案如此恐怖，簡直令人難以理解。他也表示了加拿大人對遇難者及家屬的哀悼心情。[46]

- 德国：德國總理安吉拉·默克爾表達對受難者家屬的哀悼。[來源請求]

- 印度：沉痛悼念在槍擊事件中喪生的印度籍隆根耐森教授。[來源請求]

- 日本：日本外務省發言人鹽崎恭久在4月17日表達對超過30位受難者的哀悼。[來源請求]

- 黎巴嫩：事件中一名黎巴嫩留學生在諾理斯教學大樓喪生。[來源請求]

- 墨西哥：墨西哥總統費利佩·卡爾德龍致電美國總統布希表達對維吉尼亞理工大學槍擊案的哀悼。[來源請求]

- 秘魯：事件中一名21歲的秘魯留學生丹尼爾·佩雷茲在諾理斯教學大樓喪生。[來源請求]

- 英国：女王伊麗莎白二世表示極其沉痛哀悼死難者。女王曾經於1954年到訪維吉尼亞並停留二日，英國傳媒猜測如果她明年按計劃再度對美國進行公式訪問，可能到該州進行悼念活動。首相托尼·布萊爾對槍擊案中無辜者的死難表示強烈震驚，代表英國及英國民眾表達對受害者及其親屬的悲傷與哀悼。[47][48]

## 調查
2007年8月30日，槍擊案調查報告公佈。調查小組對理工大學在槍擊案發生前後所採取的措施提出嚴厲批評，認為校方如果採取得當措施，會挽救一些人的性命（尤其案發當時正是1999年科倫拜校園事件九週年前夕，校方對兇手發出的警告訊息卻沒有警覺）。

## 時刻表

### 2007年4月16日星期一
- 07:15 - 維吉尼亞理工學院暨州立大學警方接獲通報，安勃勒強斯頓西側宿舍樓發生槍擊案，現場發現一男一女兩人死亡。警方將其作為獨立事件開始調查，並要求宿舍內其餘學生不要離開。
- 08:00 - 學校開始上課。
- 08:25 - 校方領導開會討論如何通報槍殺案。
- 09:00 - 持槍者在工程學系諾理斯教學大樓開槍。
- 09:26 - 學校以電子郵件的形式通知學生們學生宿舍發生的槍擊事件，並要求學生提供可疑報告。
- 09:30 - 該校以電子郵件向教職員通告學校學生宿舍發生槍擊案。
- 09:45 - 學校警方接到911電話，得知教學樓發生大規模槍擊事件。當警方趕往現場時，發現槍手已自殺，雙方並未交火。
- 09:55 - 第三封電子郵件通知“一名槍手正在校園當中，請保持在建築物內，不要四處走動，等待進一步通知。遠離窗戶！”同時通過擴音器進行廣播。
- 10:52 - 第四封電子郵件警告說，槍手被捕，警察正在尋找可能出現的第二個槍手。
- 12:00 - 當局在記者會中表示至少有21人死亡及28人受傷。
- 14:00 - 美聯社報導包含持槍者在內共有至少31人死亡。
- 14:30 - 美聯社報導，至少31人喪生，包括槍手本身。
- 15:40 - 學校官方證實有22人死亡。
- 16:01 - 美國總統喬治·布什將發表關於此事件的電視演說。
- 16:40 - 該校舉行記者會說明此事件的最新情況。
- 16:42 - 學校官方證實有包括兇手在內的33人死亡。
- 19:30 - 第三次新聞發布會，證實了總共有包括兇手在內的33人死亡。

### 2007年4月17日星期二
- 學校繼續關閉，所有課程取消。
- 10:00 - 在新聞發布會上，維吉尼亞理工大學校長稱警方初步確認了兇手為一持美國綠卡的韓國裔學生。
- 14:00 - 在Cassel Coliseum舉行追思會。
- 20:00 - 在大學的Drillfield舉行燭火守夜。

### 2007年4月18日星期三
- 美國國家廣播公司收到並公佈了韓裔疑兇趙承熙於宿舍槍擊到校園屠殺之間寄出的快遞郵件包裹，其中包含自拍的影音光碟、照片與簡短文字的行兇聲明。包裹裡包括43張照片，還有27個影音檔，趙承熙至少在六天前準備這些錄影帶。[50]從錄影片段顯示，趙的犯罪動機並非感情問題，而是很有可能患有精神病的人對社會的敵視心理所造成的。[51]而NBC本來應該是在4月17日星期二就該得到郵件，但因為疑兇趙承熙寫錯了收信方的美國郵區編號（Zip code），所以NBC在4月18日星期三才正式收到該郵件。[50]

## 另見
- 美国的大规模枪击事件

### 引用
1. 1 2 3  . 弗大審查小組.   [2008年9月16日]. （原始内容存档于2022年3月13日） （英语）. 趙承熙開槍打傷另外17人，並造成多6人在試圖逃跑受傷。
2. 1 2 3  . 东亚日报.   [2007年4月19日]. （原始内容存档于2009年5月11日）.
3. ↑  （中文）. 中华网. 2007年4月18日.[永久]
4. ↑  . Clickondetroit.com.   [2007年4月17日]. （原始内容存档于2007年4月19日）. 懷疑兇手受情困問題所纏繞
5. ↑  布倫丹布什. . 路透社.   [2007年4月16日]. （原始内容存档于2021年3月21日）.
6. 1 2  杨晴川、李学军. . 新华网. 2007年4月18日  [2007年4月19日]. （原始内容存档于2007年4月20日）.
7. ↑  （中文）中央社. . 大紀元時報. 2007年4月19日  [2007年4月22日]. （原始内容存档于2019年6月29日）.
8. ↑  张庆华，美弗州校园枪击案凶手留字条 称看不惯富家子弟 （页面存档备份，存于），中新网
9. ↑  John M. Broder. . 紐約時報.   [2007年4月17日]. （原始内容存档于2021年3月21日）.
10. ↑  納德·波特、大衛·斯冦茲、理查德·埃斯波西托、皮埃爾·托馬斯及美國廣播公司的工作人員. . 美國廣播公司.   [2007年4月18日]. （原始内容存档于2022年4月12日）.
11. ↑  钟岩，工学院曾收到炸弹威胁 悬赏5000美元奖励"线民" （页面存档备份，存于），中国新闻网
12. ↑  am730，2007年4月17日和4月18日所刊登的頭版及專頁（第1-2頁）
13. ↑  https://www.facebook.com/ETtoday. . www.ettoday.net.   [2021-05-21]. （原始内容存档于2021-05-21） （中文（繁體））.
14. ↑  . 2007-04-17  [2021-05-27]. （原始内容存档于2013-11-05） （英国英语）.
15. ↑  Holley, Joe. . 2007-04-16  [2021-05-27]. ISSN 0190-8286. （原始内容存档于2017-09-21） （美国英语）.
16. ↑  （英文）. WFAA.com. 2007年4月17日  [2007年4月17日]. （原始内容存档于2008年3月5日）.
17. 1 2  （英文）. 華盛頓郵報. 2007年4月17日  [2007年4月17日]. （原始内容存档于2021年9月18日）.
18. ↑  維吉尼亞理工大學事件網頁 （页面存档备份，存于）（英文）
19. ↑  （英文）. 美國廣播公司. 2007年4月17日  [2007年4月17日]. （原始内容存档于2022年4月12日）.
20. ↑  （英文）. www.belleville.com. 2007年4月17日  [2007年4月17日]. （原始内容存档于2007年4月21日）.
21. ↑  . 國際先驅論壇報. 2007年4月17日  [2007年4月17日]. （原始内容存档于2008年12月5日）.（英文）
22. ↑   （页面存档备份，存于），CNN，2007年4月18日，《Killer's manifesto: 'You forced me into a corner'》  （页面存档备份，存于），東森新聞網，趙承熙自白：是你逼我濺血，行兇空檔寄媒體
23. ↑  .   [2007-04-18]. （原始内容存档于2007-04-18）.
24. ↑  .   [2007-04-24]. （原始内容存档于2007-07-07）.
25. ↑  .   [2007-04-24]. （原始内容存档于2007-04-21）.
26. ↑  .   [2007-04-24]. （原始内容存档于2007-04-19）.
27. ↑  .   [2007-04-24]. （原始内容存档于2007-04-27）.
28. ↑  Broder, John. . New York Times.   [2007年4月17日]. （原始内容存档于2021年12月3日）.
29. ↑  毕远，李洋，照片公布：美校园枪击案首位遇害者 （页面存档备份，存于），中新网
30. ↑  Coroner confirms student’s death （页面存档备份，存于） - The Roanoke Times
31. 1 2  杨晴川，美枪击案遇难者包括1名华裔和1名韩裔 （页面存档备份，存于），新华网
32. 1 2 3 4 5 6  . 大學時代.   [2007-04-17]. （原始内容存档于2007-04-19）.（英文）
33. 1 2  . 福斯電視台.   [2007年4月17日]. （原始内容存档于2007年4月19日）.（英文）
34. 1 2 3 4 5 6 7 8 9 10 11  关新，张明，美国弗大枪击案部分受害者名单被确定(25人) （页面存档备份，存于），中新网
35. ↑  余东晖，师友忆弗大遇难华裔李培兴：风趣勤奋喜欢刘德华 （页面存档备份，存于），中新网
36. ↑  護學子令人感念[] - Yahoo!新聞
37. ↑  吕振亚，加拿大一教授在美国弗大枪案中遇难 总理表哀悼 （页面存档备份，存于），中新网
38. 1 2  沃尔夫森，布什：校园枪击案让美国震惊悲恸[永久]，美国之音中文网
39. 1 2 3  丁力，布什：惨案也显示人性中美好东西[永久]，美国之音中文网
40. ↑  卢武铉对弗吉尼亚理工大学枪击事件表示悲痛 （页面存档备份，存于），韩国国际广播电台中文台网站
41. ↑  韩国政府对弗吉尼亚理工大学枪击案遇难者及家属表示哀悼 （页面存档备份，存于），韩国国际广播电台中文台网站
42. ↑  胡锦涛就美国大学校园枪击事件向布什致慰问电 （页面存档备份，存于），新华网，2007年4月18日。
43. ↑   （页面存档备份，存于），新浪网，2007年4月19日
44. ↑   （页面存档备份，存于），新浪网，2007年4月19日
45. ↑  潘基文譴責美國校園槍擊事件 （页面存档备份，存于），雅虎香港新聞，2007年4月18日
46. ↑  新闻-美国－校园枪击案－加拿大 （页面存档备份，存于），加拿大国际广播电台中文台网站
47. ↑  Blair expresses 'profound sadness' over Virginia Tech shootings[永久]，ABC4新聞，2007年4月17日
48. ↑  .   [2007-04-19]. （原始内容存档于2022-04-16）.
49. ↑  闫亮，美枪击案调查报告出台 弗吉尼亚理工大学遭批，新华网
50. 1 2  美校園喋血／ 趙承熙光碟至少準備6天無法排除他人寄出 （页面存档备份，存于） - Ttoday
51. ↑  弗州血案動機緣於社會仇恨 （页面存档备份，存于） -雅虎香港新聞

## 外部連結
- 四一六槍擊事件紀念網站 （页面存档备份，存于）
- 美國之音槍擊案專題

37°13′47″N 80°25′24″W / 37.22972°N 80.42333°W